# U-53 (1939)
| U-53                                   | U-53 | U-53 |
| -------------------------------------- | --- | --- |
|                                        | | |
|                                        | | |
| Підводний човен U-52, аналогічний U-53 | | |
| Під прапором                           | Третій Рейх | Третій Рейх |
| Спуск на воду                          | 6 травня 1939 року                                                                                                 | 6 травня 1939 року                                                                                                 |
| Виведений зі складу флоту              | 24 червня 1939 року                                                                                                | 24 червня 1939 року                                                                                                |
| Сучасний статус                        | 23 лютого 1940 року затоплений британським есмінцем «Гуркха» поблизу Оркнейських островів                          | 23 лютого 1940 року затоплений британським есмінцем «Гуркха» поблизу Оркнейських островів                          |
| Проєкт                                 | | |
| Тип ПЧ                                 | Торпедний ДПЧ | Торпедний ДПЧ |
| Розробник проєкту                      | Friedrich Krupp Germaniawerft, Кіль                                                                                | Friedrich Krupp Germaniawerft, Кіль                                                                                |
| Вартість                               | 4 439 000 ℛℳ | 4 439 000 ℛℳ |
| Основні характеристики                 | | |
| Швидкість (надводна)                   | 17,9 вузла | 17,9 вузла |
| Швидкість (підводна)                   | 8 вузлів | 8 вузлів |
| Робоча глибина занурення               | 100 м | 100 м |
| Гранична глибина занурення             | 220 м | 220 м |
| Автономність плавання                  | 135—174 км на швидкості 4 вузли (в підводному положенні) 11 470 км на швидкості 10 вузлів (у надводному положенні) | 135—174 км на швидкості 4 вузли (в підводному положенні) 11 470 км на швидкості 10 вузлів (у надводному положенні) |
| Екіпаж                                 | 44—60 осіб | 44—60 осіб |
| Розміри                                | | |
| Довжина найбільша (по КВЛ)             | 66,5 м | 66,5 м |
| Ширина корпусу найб.                   | 6,2 м | 6,2 м |
| Середня осадка (по КВЛ)                | 4,74 м | 4,74 м |
| Водотоннажність надводна               | 753 т | 753 т |
| Озброєння                              | | |
| Артилерія                              | 1 × 88-мм палубна гармата SK C/35 1 × 20-мм зенітна гармата FlaK 30 Flakvierling                                   | 1 × 88-мм палубна гармата SK C/35 1 × 20-мм зенітна гармата FlaK 30 Flakvierling                                   |
| Торпедно- мінне озброєння              | 4 носових і один кормовий ТА. 14 торпед або 26 мін TMA або 39 мін TMB                                              | 4 носових і один кормовий ТА. 14 торпед або 26 мін TMA або 39 мін TMB                                              |

U-53 — німецький підводний човен типу VII B, що входив до складу Військово-морських сил Третього Рейху за часів Другої світової війни. Закладений 13 березня 1937 року на верфі Friedrich Krupp Germaniawerft у Кілі. Спущений на воду 6 травня 1939 року, 24 червня 1939 року корабель увійшов до складу ВМС нацистської Німеччини.

## Історія
U-53 належав до німецьких підводних човнів типу VII, найчисленнішого типу субмарин Третього Рейху, яких випущено 703 одиниці. 29 серпня 1939 року, ще до початку Другої світової війни, підводний човен вийшов з Вільгельмсгафена у визначений район у Північній Атлантиці в готовності до проведення атак на транспортних комунікаціях противника. З 3 вересня 1939 року, коли на морі розпочався період активних бойових дій, і до останнього походу в лютому 1940 року U-53 здійснив 3 бойових походи в Атлантичний океан. Підводний човен потопив 7 суден противника, сумарною водотоннажністю 27 316 брутто-реєстрових тонн, та пошкодив ще 1 судно (8022 GRT).
23 лютого 1940 року U-53 затоплений з усіма членами екіпажу (42 людини) британським есмінцем «Гуркха» поблизу Оркнейських островів.

## Командири
- Оберлейтенант-цур-зее Дітріх Кнорр (24 червня — серпень 1939)
- Капітан-лейтенант Ернст-Гюнтер Гайніке (серпень 1939 — 14 січня 1940)
- Оберлейтенант-цур-зее Генріх Шондер (грудень 1939 — січень 1940)
- Корветтен-капітан Гаральд Гроссе (15 січня — 24 лютого 1940)

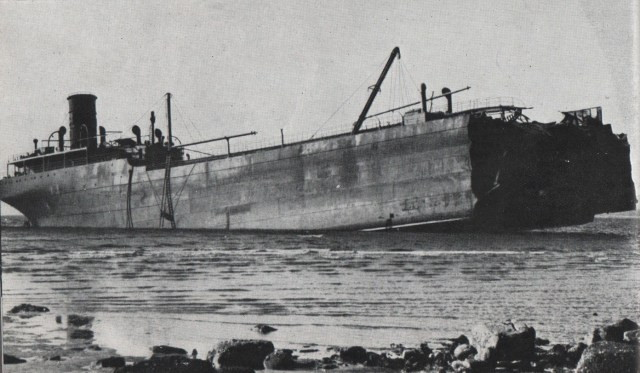
Британський танкер Imperial Transport після ураження торпедою німецького ПЧ U-53

## Перелік уражених U-53 суден у бойових походах
| №                                                                | Дата            | Назва              | Тип                | Належність      | Водотоннажність (брт) | Вантаж                             | Конвой       | Результат та координати                                                 | Наслідки атаки для екіпажу     | Прим. |
| ---------------------------------------------------------------- | --------------- | ------------------ | ------------------ | --------------- | --------------------- | ---------------------------------- | ------------ | ----------------------------------------------------------------------- | ------------------------------ | ----- |
| Перший похід (29.08—30.09.1939, 33 доби; Вільгельмсгафен—Кіль)   |                 |                    |                    |                 |                       |                                    |              |                                                                         |                                |       |
| 1                                                                | 15 вересня 1939 | Cheyenne           | танкер             | Велика Британія | 8825                  | 12600 тонн бензину                 |              | потоплений 50°20′ пн. ш. 13°30′ зх. д. / 50.333° пн. ш. 13.500° зх. д.  | 43 (6 загиблих та 37 вціліло)  |       |
| 2                                                                | 17 вересня 1939 | Kafiristan         | суховантажне судно | Велика Британія | 5193                  | 8870 тонн цукру                    |              | потоплено 50°16′ пн. ш. 16°55′ зх. д. / 50.267° пн. ш. 16.917° зх. д.   | 35 (6 загиблих та 29 вціліло)  |       |
| Другий похід (21.10—30.11.1939, 41 доба; Кіль—Кіль)              |                 |                    |                    |                 |                       |                                    |              |                                                                         |                                |       |
| Третій похід (2.02—24.02.1940, 23 доби; Вільгельмсгафен—загинув) |                 |                    |                    |                 |                       |                                    |              |                                                                         |                                |       |
| 3                                                                | 11 лютого 1940  | Snestad            | суховантажне судно | Норвегія        | 4114                  | баласт                             |              | потоплено 58°40′ пн. ш. 13°40′ зх. д. / 58.667° пн. ш. 13.667° зх. д.   | 36 (2 загинули та 34 вціліли)  |       |
| 4                                                                | 11 лютого 1940  | Imperial Transport | танкер             | Велика Британія | 8022                  | баласт                             | Конвой ON 77 | пошкоджений 29°00′ пн. ш. 12°00′ зх. д. / 29.000° пн. ш. 12.000° зх. д. | 51 (усі вціліли)               |       |
| 5                                                                | 12 лютого 1940  | Dalarö             | суховантажне судно | Швеція          | 3927                  | 5400 тонн лляного волокна в мішках |              | потоплено 56°44′ пн. ш. 11°44′ зх. д. / 56.733° пн. ш. 11.733° зх. д.   | 30 (1 загиблий та 29 вцілілих) |       |
| 6                                                                | 13 лютого 1940  | Norna              | суховантажне судно | Швеція          | 1022                  | сіль                               |              | потоплено 55°30′ пн. ш. 11°00′ зх. д. / 55.500° пн. ш. 11.000° зх. д.   | 18 (усі загинули)              |       |
| 7                                                                | 14 лютого 1940  | Martin Goldschmidt | суховантажне судно | Данія           | 2095                  | фосфати                            |              | потоплено 55°53′ пн. ш. 12°37′ зх. д. / 55.883° пн. ш. 12.617° зх. д.   | 20 (15 загинуло та 5 вижило)   |       |
| 8                                                                | 18 лютого 1940  | Banderas           | суховантажне судно | Іспанія         | 2140                  | 3400 тонн фосфатів                 |              | потоплено 42°51′ пн. ш. 9°26′ зх. д. / 42.850° пн. ш. 9.433° зх. д.     | 29 (22 загинули та 7 вижило)   |       |